# Koos de la Rey
Koos de la Rey (nacido como Jacobus Herculaas de la Rey, Winburg, Estado Libre de Orange, 22 de octubre de 1847-Witwatersrand, 15 de septiembre de 1914) fue un general bóer durante la Segunda Guerra Anglo-Bóer y es ampliamente reconocido como uno de los más grandes líderes militares durante el conflicto.

## Biografía
Fue el hijo de Adrianus Johannes de la Rey y Adriana van Rooyen. Se cree que era nieto de inmigrantes de los Países Bajos, descendiente de una mezcla de franceses hugonotes, neerlandeses, españoles, alemanes y portugueses.
Después de la batalla de Boomplaats, la granja de la familia fue confiscada por los británicos y la familia marchó al Transvaal y se instaló en Lichtenburg. Como un hombre joven, de la Rey trabajó como jinete de transporte en las rutas de servicio de las excavaciones de diamantes en Kimberley. Se casó con Jacoba Elizabeth Greeff y la pareja se estableció en la granja Elandsfontein. Tuvieron diez niños. De la Rey era profundamente religioso y una pequeña Biblia de bolsillo raramente estaba fuera de su alcance. Tenía un aspecto formidable —una barba marrón larga recortada con esmero y unas entradas con ojos hundidos que le dieron un aspecto prematuramente patriarcal—.
Luchó en la Guerra basotho de 1865 y la Guerra de Sekhukhune de 1876. No tomó una parte muy activa con la primera guerra bóer, pero como corneta de campaña en Transvaal occidental, asumió el sitio de Potchefstroom cuando Piet Cronje cayó enfermo. Fue elegido comandante del distrito Lichtenburg, y se convirtió en miembro del Volksraad (Parlamento) del Transvaal en 1883. Partidario de la facción progresiva del general Piet Joubert, se opuso a las políticas de Paul Kruger contra los uitlanders, los extranjeros que afluyeron por la fiebre del oro al Transvaal, y advirtió que ello conduciría a la guerra con Gran Bretaña.
Es generalmente considerado como el más poderoso e inflexible de los generales bóeres durante la Segunda Guerra Anglo-Bóer y como una de las figuras principales del nacionalismo afrikáner. Como un guerrillero, su táctica se demostró muy acertada. Se opuso a la guerra hasta el último momento, pero una vez, cuando fue acusado de cobardía durante una sesión del Volksraad, contestó al presidente Paul Kruger que lucharía hasta mucho después de que él se hubiese rendido y huido por su seguridad. Este resultó ser el caso.
Fue reconocido por el comportamiento cortés hacia sus enemigos. Por ejemplo, en Tweebosch el 7 de marzo de 1902 capturó al teniente general Methuen junto con varios centenares de sus tropas. Las tropas fueron devueltas a sus líneas porque de la Rey no tenía medios para sostenerlos, y Methuen también fue liberado porque había sido gravemente herido y de la Rey creyó que moriría sin la pronta asistencia médica que solo los británicos podían proporcionarle.